# George Bernard Erath
George Bernard Erath (1er janvier 1813 - 13 mai 1891) est un soldat, géomètre, puis une personnalité politique, membre de la Chambre des représentants du Texas puis du Sénat du Texas. Son nom est donné au comté d'Erath aux États-Unis.

## Biographie
George Bernard Erath naît à Vienne en Autriche.  Après avoir achevé ses études à l'Institut polytechnique de Vienne, où il étudie l'anglais et l'espagnol, il obtient son diplôme et s'embarque pour les États-Unis. Il débarque à La Nouvelle-Orléans le 8 juillet 1832, puis s'installe à proximité de Cincinnati, où il établit son domicile.
Le 22 mars 1833, il s'installe dans la république du Texas et devient arpenteur à Tenoxtitlán, dans la colonie de Robertson (en). En 1835, il rejoint la compagnie de gardes forestiers de John Henry Moore (en) pour s'occuper des Indiens maraudeurs et, le 1er mars 1836, il s'enrôle comme soldat dans la compagnie du capitaine Jesse Billingsley appartenant au Premier Régiment du colonel Edward Burleson, au Texas. Après s'être battu à la bataille de San Jacinto, il rejoint la compagnie de Rangers du capitaine William H. Hill et continue ses travaux d'arpentage. Il dessine la ville de Caldwell en 1840. En 1842, il participe aux expéditions ratées de Somervell et de Mier (en). Il est de garde sur le Rio Grande pendant la bataille de Mier et échappe ainsi à la capture.

### Source de la traduction
- (en) Cet article est partiellement ou en totalité issu de l’article de Wikipédia en anglais intitulé « George Bernard Erath » (voir la liste des auteurs).